# 陳正然
陳正然（1959年2月28日—）是臺灣嘉義出身的企業家。台灣第一個搜尋引擎蕃薯藤創辦人之一，現為痞客邦執行董事、中華電信獨立董事、易飛網獨立董事、蕃薯藤社會企業董事、資鼎中小企業開發股份有限公司董事、中華民國無任所大使、民進黨智庫新境界文教基金會執行長。

## 經歷
1981年國立臺灣大學社會學系畢業，1984年國立臺灣大學社會學研究所碩士，1988年美國加州大學洛杉磯分校社會學博士班肄業。
1991年5月9日，與多名學者因獨立台灣會案被拘捕而引發學生抗爭，5月17日交保，最後也無罪。1994年，與蕭景燈、吳俊興創立搜尋網站蕃薯藤。2006年，出脫蕃薯藤股票。